# Rosie Gaines
Rosie Gaines is een Amerikaans vocaliste, musicus, songwriter en producer. Ze is geboren in Oakland (Californië).

## Begincarrière
Gaines is de jongste van tien kinderen. Ze begon samen met haar broer Carl (basgitaar), haar nichtje Lacy (gitaar), schoonzus Dianna (achtergrondzangeres)en haar zus Mal (drumstel) een funk/soulgroep.
Later speelde Gaines in een band genaamd The Oasis and A Touch of Class. Ze speelde tevens samen met Levi Seacer Jr. in The Curtis Ohlson Band. Ze werd uitgenodigd door Seacer Jr. om voor The Pointer Sisters een demo in te zingen. Dit gebeurde in Minneapolis. Seacer Jr. zat toen al in de band van Prince.

## Carrière met Prince
Terwijl Gaines zong in de studio kwam Prince binnenlopen: hij vond haar zang mooi en vroeg haar voor zijn band The New Power Generation. Vaak zei Prince dat Gaines zijn "Lion in his pocket" en zijn "geheime wapen" was.
In 1990 nam Gaines deel aan de Nude-toer van Prince. Ze was de zangeres van de groep en speelde keyboard tijdens die toer. Haar eerste album met The New Power Generation heette Graffiti Bridge. Tevens speelde ze mee in de gelijknamige film. Voor de Diamonds and Pearls album schreef ze nummers en zong ze mee. In 1992 besloot ze weer solo te gaan, al bleef ze samenwerken met Prince. In 1993 deed ze nog een live-duet met Prince Nothing Compares 2 U. Dit nummer is te horen op het album the Hits/B-sides.

## Solocarrière
Doordat Prince ruzie kreeg met Warner Bros. Entertainment, Inc., kwam het eerste soloalbum van Gaines nooit uit via het label Paisley Park Records.
Gaines maakte een tweede album dat wel door Motown Records werd uitgebracht. Het eerste nummer heet I Want You. Dit nummer had ze samen met Prince geschreven. My Tender Heart, een nummer dat op hetzelfde album staat had ze ook samen met Prince geschreven.
In 1995 kwam het album Closer Than Close uit. Twee jaar later kwam de single met dezelfde naam uit. Die kwam op nummer 4 in de United Kingdom Singles Chart en werd vaak gedraaid in de clubs van Engeland. In Nederland is het nooit uitgekomen. In 1995 zong Gaines een nummer met Tevin Campbell (hij had ook gezongen op het album Graffiti Bridge) Het nummer heette I2I en is te horen in de Disneyfilm A Goofy Movie.
Via haar eigen recordlabel, Dredlix Records, kwam in 1997 het album Arrival uit. Deze was alleen via haar eigen website te verkrijgen. het werd 2000 keer gedownload.
In 2003 kwam haar album You Gave Me Freedom uit via het label Through Dome Records in Engeland. Daar werd het album zeer gunstig ontvangen. In 2005 zong ze in het nummer Dance With Me, gemaakt door K-Klass. Het nummer werd uitgebracht door SUSU Records label in Juli 2005. Het werd veel gebruikt in house compilaties.
In november 2006 bracht SUSU Records de cd Welcome To My World uit.

## Discografie
- Be Strong (12") Pop Top Records
- Caring (CD) Epic 1985
- Skool-Ology (Ain't No Strain) (12") Epic 1985
- Crazy (7") Epic 1987
- Clean Up Woman (12") !Hype 1990
- Hard Work (12") !Hype 1990
- Be Strong / I Only Wanna Be In Your Arms / Heart Like Stone (12") About Time Records (2) 1991
- After The Rain (Other Versions) (12") Other Records 1993
- Nothing Compares 2 U (12", Promo) Paisley Park 1993
- Are You Ready (CD, Maxi) Motown 1995
- Closer Than Close (CD) Motown 1995
- I Want U (CD, Single) Motown 1995
- I Want U (Inner City Blue) (12", Promo) Motown 1995
- I Want U / Voices Inside My Head (12") A&M Records (Canada) 1995
- Turn Your Lights Down Low (7") Rock On Records 1995
- Arrival (CD) Dredlix Records 1997
- Closer Than Close (12") Bigbang Records 1997
- I Surrender (CD, Maxi) Bigbang Records 1997
- Be Strong (12") ZYX Music 1998
- Hang on in there baby (CD, Maxi) RCA 1998
- I Want You 2000 (12") A45 Music 2000
- No Sweeter Love (CD) Expansion 2000
- I Can't Get You Off My Mind (12") Dome Records 2003
- Run To My Heart (12") Dome Records 2004
- You Gave Me Freedom (CD) Dome Records 2004
- Welcome To My World SUSU Records 2006
- Rock My Body (12") C2 Records (UK) / CR2 Records (UK) 2007

## Productiemedewerking
- The World's Greatest Ibiza Club Mix (3xCD, Comp, Mixed) Closer Than *Close Resist Music 2007

## Onofficiële Releases
- The Biz (12", Promo) Exploding All Over Eur... Not On Label
- Desired Grooves Volume III (12") Closer (MK Mix) Not On Label 1996
- If You Should Need A Closer Than Close Friend (12", S/Sided, W/Lbl) If You *Should Need A C... Not On Label 1997
- Show Me Free Love / I Want Ultra Flava (12") I Want Ultra Flava Not On Label 1998
- Rich Pickings 8 (12", W/Lbl) Closer Than Close Rich Pickings 2005

## Trivia
- In de nieuwjaarsnacht van 1999 naar het jaar 2000 toe heeft Gaines meegespeeld tijdens het speciale nieuwjaarsconcert van Prince in de Paisley Park Studios in Minneapolis.
- In 2007 heeft ze samen gespeeld met Candy Dulfer op het North Sea Jazz Festival te Rotterdam.